# Laidu
Laidu är en obebodd ö i västra Estland. Den ligger i Mustjala kommun i landskapet Saaremaa (Ösel), 180 km sydväst om huvudstaden Tallinn. Laidu ligger i viken Küdema laht 600 meter från Ösels nordkust. Öns högsta punkt ligger två meter över havet och arean är 19 hektar.
Ön är naturreservat sedan 1965.